# ريتشارد جي. شو
ريتشارد جي. شو (بالإنجليزية: Richard G. Shaw) هو سياسي أمريكي، ولد في 25 يوليو 1943.